# ベアトリーチェ・アデリッツィ
ベアトリーチェ・アデリッツィ（Beatrice Adelizzi、1988年11月11日 - ）はイタリアの女子アーティスティックスイミング選手。ロンバルディア州モンツァ・エ・ブリアンツァ県モンツァ出身。
2008年ヨーロッパ水泳選手権でデュオで銀メダル、ソロで銅メダルを獲得した。同年の2008年北京オリンピックでも代表に選ばれ、デュエットで7位になった。ローマでの2009年世界水泳選手権ではソロフリールーティンで3位となった。
2010年1月4日、大学での勉学を理由に引退を発表した。